# The Christian Science Monitor
The Christian Science Monitor (CSM), obecně známý jako The Monitor, je nezisková zpravodajská organizace, která denně vydává články v elektronické podobě a také týdenní tištěné vydání. Byl založen v roce 1908 jako deník Mary Bakerovou Eddyovou, zakladatelkou Církve Kristovy, vědecké. V roce 2011 činil náklad tištěného vydání 75 052 výtisků.
Podle webových stránek organizace „se globální přístup Monitoru odráží v tom, jak Mary Bakerová Eddyová popsala jeho cíl: 'Nikomu neubližovat, ale žehnat celému lidstvu'. Cílem je věnovat se celému lidstvu a vrhat světlo s přesvědčením, že pochopení problémů a možností světa nás posouvá k řešení“. Christian Science Monitor získal sedm Pulitzerových cen a více než tucet ocenění Overseas Press Club.